# 10778 Marcks
10778 Marcks è un asteroide della fascia principale. Scoperto nel 1991, presenta un'orbita caratterizzata da un semiasse maggiore pari a 2,2713947 UA e da un'eccentricità di 0,1824763, inclinata di 4,77220° rispetto all'eclittica.